# Ahora Tour
Ahora Tour fue una breve gira de conciertos del cantante español Melendi, llevada a cabo en las labores de promoción de su noveno disco de estudio, publicado en marzo de 2018 bajo el nombre  Ahora. Estamos ante una de las giras más cortas en la carrera de Melendi.
En el mes de marzo, el asturiano confirmó las únicas fechas del tour en España, así como los lugares del continente americano que visitarían a principios del próximo año (fechas que finalmente nunca salieron a la luz).

## Fechas
| Fecha                   | Ciudad                  | País   | Recinto                                  |
| ----------------------- | ----------------------- | ------ | ---------------------------------------- |
| 25 de agosto de 2018    | Marbella                | España | Auditorio Festival Starlite              |
| 8 de septiembre de 2018 | Villarrubia de los Ojos | España | Campo de fútbol de Villarrubia de los O. |
| 6 de octubre de 2018    | Baracaldo               | España | BEC! Bizkaia Arena                       |
| 9 de octubre de 2018    | Madrid                  | España | Teatro Barceló                           |
| 13 de octubre de 2018   | La Coruña               | España | Coliseum da Coruña                       |
| 26 de octubre de 2018   | Murcia                  | España | Cuartel de Artillería                    |
| 27 de octubre de 2018   | Sevilla                 | España | Auditorio Rocío Jurado                   |
| 20 de diciembre de 2018 | Barcelona               | España | Palau Sant Jordi                         |
| 28 de diciembre de 2018 | Madrid                  | España | WiZink Center                            |

## Conciertos no celebrados
| Fecha                 | Ciudad   | País   | Recinto        | Motivo       | Estado    |
| --------------------- | -------- | ------ | -------------- | ------------ | --------- |
| 19 de octubre de 2018 | Valencia | España | Plaza de Toros | Meteorología | Cancelado |